# Championnats d'Europe de badminton 1994
Navigation
Glasgow 1992 Herning 1996
Les championnats d'Europe de badminton 1994, quatorzième édition des championnats d'Europe de badminton, ont lieu du 10 au 17 avril 1994 à Bois-le-Duc, aux Pays-Bas.

## Médaillés
| Épreuve       | Or                                | Argent                              | Bronze                               |
| ------------- | --------------------------------- | ----------------------------------- | ------------------------------------ |
| Simple hommes | Poul-Erik Høyer Larsen            | Tomas Johansson                     | Jens Olsson                          |
| Simple hommes | Poul-Erik Høyer Larsen            | Tomas Johansson                     | Anders Nielsen                       |
| Simple dames  | Lim Xiaoqing                      | Catrine Bengtsson                   | Christine Magnusson                  |
| Simple dames  | Lim Xiaoqing                      | Catrine Bengtsson                   | Pernille Nedergaard                  |
| Double hommes | Simon Archer Chris Hunt           | Andrei Antropov Nikolai Zuyev       | Christian Jakobsen Jens Eriksen      |
| Double hommes | Simon Archer Chris Hunt           | Andrei Antropov Nikolai Zuyev       | Henrik Svarrer Jim Laugesen          |
| Double dames  | Christine Magnusson Lim Xiaoqing  | Lisbeth Stuer-Lauridsen Lotte Olsen | Gillian Clark Julie Bradbury         |
| Double dames  | Christine Magnusson Lim Xiaoqing  | Lisbeth Stuer-Lauridsen Lotte Olsen | Erica van den Heuvel Maria Bengtsson |
| Double mixte  | Michael Søgaard Catrine Bengtsson | Christian Jakobsen Lotte Olsen      | Pär-Gunnar Jönsson Maria Bengtsson   |
| Double mixte  | Michael Søgaard Catrine Bengtsson | Christian Jakobsen Lotte Olsen      | Ron Michels Erica van den Heuvel     |
| Par équipes   | Suède                             | Danemark                            | Angleterre                           |

## Tableau des médailles
| Rang | Pays       | Médaille d'or | Médaille d'argent | Médaille de bronze | Total |
| ---- | ---------- | ------------- | ----------------- | ------------------ | ----- |
| 1    | Suède      | 4             | 2                 | 4                  | 10    |
| 2    | Danemark   | 2             | 3                 | 3                  | 8     |
| 3    | Angleterre | 1             | 0                 | 3                  | 4     |
| 4    | Russie     | 0             | 1                 | 0                  | 1     |
| 5    | Pays-Bas   | 0             | 0                 | 2                  | 2     |